# Die Elf
Die Elf war eine Gruppe deutscher Künstler in München, die sich am 29. Februar 1892 zunächst als Distanzierung von der konservativen Majorität der Münchner Künstlergenossen den „Verein bildender Künstler Münchens“ gründete und als „Die Elf“ ausstellte. Diese Bewegung führte später zur Münchner Sezession.
Mitglieder waren:
- Josef Block
- Ludwig Dill
- Hugo von Habermann
- Gotthardt Kuehl
- Bruno Piglhein
- Franz von Stuck
- Fritz von Uhde
- Heinrich von Zügel
- Paul Hoecker
- Victor Weißhaupt
- Otto Hierl-Deronco